# Tanja Scholz
Tanja Scholz (Elmshorn, 29 giugno 1984) è una nuotatrice paralimpica tedesca.

## Biografia
Nel giugno del 2020 Scholz ebbe un incidente a cavallo a seguito del quale gli rimase paraplegica. Da allora è costretta su una sedia a rotelle. All'epoca dei fatti le fu detto che non sarebbe stata neanche in grado di nuotare a causa dell'entità del danno riportato.. Scholz ha tre figli

## Carriera
Scholz ha iniziato a gareggiare nel nuoto paralimpico competitivo nel gennaio 2021.. Prima del suo incidente era stata una nuotatrice agonistica Si allena presso il PSV Union Neumünster con il suo allenatore Kirsten Bruhn. Nel corso del Para Swimming World Series del 2022 tenutosi ad Aberdeen, in Scozia, ha stabilito il record mondiale nei 100 metri stile libero classe S4. Ha poi conquistato cinque medaglie ai campionati mondiali di nuoto paralimpico dello stesso anno, di cui tre medaglie d'oro (nei 50, 100 e 200 metri stile libero classe S4) e due di bronzo (nei 50 metri dorso classe S4 e nei 150 metri misti classe SM3). Ha gareggiato nei 150 metri misti solo venticinque minuti dopo la sua vittoria nei 100 metri stile libero.
Ai campionati mondiali di nuoto paralimpico del 2023 ha conquistato una medaglia d'oro nei 50 metri stile libero classe S4, nei 100 metri stile libero classe S4 e nei 150 metri misti classe SM3. Anche in questa occasione ha vinto i 100 metri stile libero e i 150 metri misti a 20 minuti di distanza l'uno dall'altro e si è inoltre classificata seconda nella finale dei 50 metri rana classe SB2. Ai campionati europei di nuoto paralimpico del 2024 è arrivata terza nei 50 metri rana classe SB2.
Alle Paralimpiadi estive del 2024, Scholz ha vinto una medaglia d'oro nei 150 metri misti classe SM4 e una d'argento nei 50 metri stile libero classe S4.

## Palmarès

### Giochi paralimpici
| Anno | Manifestazione                 | Sede   | Evento                          | Risultato | Note |
| ---- | ------------------------------ | ------ | ------------------------------- | --------- | ---- |
| 2024 | XVII Giochi paralimpici estivi | Parigi | 150 metri misto classe SM4      | Oro       |      |
| 2024 | XVII Giochi paralimpici estivi | Parigi | 50 metri stile libero classe S4 | Argento   |      |

### Mondiali
| Anno | Manifestazione               | Sede       | Evento                           | Risultato | Note |
| ---- | ---------------------------- | ---------- | -------------------------------- | --------- | ---- |
| 2022 | Campionati mondiali di nuoto | Madeira    | 50 metri stile libero classe S4  | Oro       |      |
| 2022 | Campionati mondiali di nuoto | Madeira    | 100 metri stile libero classe S4 | Oro       |      |
| 2022 | Campionati mondiali di nuoto | Madeira    | 200 metri stile libero classe S4 | Oro       |      |
| 2022 | Campionati mondiali di nuoto | Madeira    | 50 metri dorso classe S4         | Bronzo    |      |
| 2022 | Campionati mondiali di nuoto | Madeira    | 150 metri misto classe SM3       | Bronzo    |      |
| 2023 | Campionati mondiali di nuoto | Manchester | 50 metri stile libero classe S4  | Oro       |      |
| 2023 | Campionati mondiali di nuoto | Manchester | 100 metri stile libero classe S4 | Oro       |      |
| 2023 | Campionati mondiali di nuoto | Manchester | 150 metri misto classe SM3       | Oro       |      |
| 2023 | Campionati mondiali di nuoto | Manchester | 50 metri rana classe SB2         | Argento   |      |
| 2023 | Campionati mondiali di nuoto | Manchester | 100 metri stile libero classe S5 | Argento   |      |

### Europei
| Anno | Manifestazione              | Sede    | Evento                   | Risultato | Note |
| ---- | --------------------------- | ------- | ------------------------ | --------- | ---- |
| 2024 | Campionati europei di nuoto | Funchal | 50 metri rana classe SM2 | Bronzo    |      |